# Raoul collectif
Le Raoul collectif est un groupe d'acteurs/créateurs co-fondé en 2009 en Belgique par Romain David, Jérôme De Falloise, David Murgia, Benoît Piret et Jean-Baptiste Szezot.

## Description
Les fondateurs ont élaboré ensemble une méthode de travail qui prend en charge toutes les dimensions de la création (écriture, jeu, mise en scène, musique, scénographie) en n’excluant pas le recours à d’autres forces ponctuelles qui gravitent autour du collectif ou à des collaborations continues avec d’autres artistes,.
Depuis 2013, le Raoul collectif est artiste associé au Théâtre national de Belgique.
Déjà invité au festival d'Avignon en 2016, il est à nouveau invité en 2020. Malgré l'annulation du festival de juillet 2020, à cause de la Covid-19, Raoul Collectif est reprogrammé fin octobre 2020 lors de la "semaine d'art" en Avignon, sorte de mini festival d'Avignon, pour son spectacle Une Cérémonie.

## Le Signal du promeneur
Après une première étape de travail présentée au Festival de Liège en 2011, Le Signal du promeneur est créé en janvier 2012 au Théâtre national de Belgique,.
Le premier opus du Raoul Collectif, Le Signal du promeneur, tente de faire un peu de lumière sur ce que pourraient signifier des destins d’individus en lutte radicale, solitaire, violente, voire mortifère, avec leurs milieux respectifs, parfois avec la société tout entière. De quel désir, de quelle énergie témoignent ces fuites, ces exils, ces arrachements – parfois désespérés et tardifs -aux cadres convenus, aux valeurs en cours? Le spectacle évoque par bribes, par citations disséminées, par mises en situations concrètes, des figures inspirés de faits réels, et de la littérature. Ces figures sont moins les protagonistes d’une narration que les ingrédients d’un état des lieux et d’une réflexion sur ce qui pousse les individus jusqu’au point de rupture avec certaines formes figées de la société, mais aussi sur le prix que paie l’individu qui renonce trop longtemps à rompre avec un cadre qui le fait souffrir. Sur scène, le Raoul Collectif convoque une clairière pour s’y faire rencontrer des promeneurs solitaires, porteurs de lanternes et de fractures individuelles. À travers la mise en œuvre d’une cérémonie théâtrale émancipatrice et collective, ces hommes en rupture tentent de dégager de la clarté sur le monde à partir des failles dont ils ont été victimes ou spectateurs. La communauté que ces promeneurs forment au plateau dénonce les échecs de la société qu’ils ont fuis. Non sans difficultés, ils lui opposent le projet utopique, éphémère mais terriblement vivant, de faire advenir une métamorphose du monde. Par l’action libératrice de ces déserteurs en loupiote, c’est le Raoul Collectif qui lutte contre les valeurs mortifères de notre société néolibérale, grâce aux pulsions vitales et créatrices des individus, et leur pouvoir de résistance,.

## Rumeur et petits jours
Rumeur et petits jours est créé en novembre 2016 au Théâtre national de Belgique,. Il est présenté et acclamé dans la cour du Cloître des Carmes au Festival d'Avignon 2016,,,.
Après Le Signal du promeneur, le Raoul Collectif poursuit sa réflexion autour des relations entre l’individu et la communauté.
Le spectateur est ici le public d’une émission radio. Dans une atmosphère enfumée rappelant les années 70, un groupe de chroniqueurs se réunit autour d’un projet commun : dénicher de la beauté. À l’heure de la 347e émission, ce projet est-il devenu trop désuet au regard du monde qui les entoure ? Il est en tout cas mis à mal d’entrée de jeu par l’annonce d’une décision venue d’en haut… La cohésion et l’idéal du groupe, et à travers à lui le langage et les idées, sont alors mis à rude épreuve. Mais de quoi cette épreuve est-elle le nom ? Restent aux chroniqueurs leur liberté de ton et la mise en mouvement d’une pensée chorale pour espérer déconstruire ce qui les contraint, et y résister coûte que coûte.

## Une cérémonie
Une cérémonie est créé en septembre 2020 au Théâtre Sorano à Toulouse et au Théâtre National de Belgique. Le spectacle est invité au Festival d'Avignon, au Théâtre Benoit XII dans le cadre de la Semaine d'Art en octobre 2020.
Un groupe se retrouve avec l’intention de célébrer quelque chose. L’enjeu semble de taille. Pourtant ils hésitent : quelle tenue porter, comment s’accoutrer ? Quelle première parole, quel geste pour commencer ? S’ils se sont fait beaux et sont ostensiblement heureux de se retrouver, l‘ambiance trahit quelques inquiétudes, l’atmosphère est changeante. Ce qu’ils cherchent à convoquer semble fragile, difficile à appréhender. Alors, le groupe cherche. Ils chantent et boivent sans cesse en l’honneur de ce qui les réunit encore ; à la vie que l’on se doit d’arracher à toute épreuve. Au sursaut d’une époque. Les paroles se prennent et se superposent comme pour révéler l’objet de leur cérémonie, qui est peut-être une tragédie à laquelle ils tentent de réchapper. Petit à petit, l’irrationnel s’invite et la chose s’invente en même temps qu’elle se cherche. La musique prend des détours. La cérémonie dérape et se déploie. Des figures mythiques et ancestrales surgissent et prennent place, des lieux et des mondes oniriques apparaissent, des êtres s’incarnent. De nouveaux signes, de nouveaux questionnement - comment agir ? - pointent alors à l’horizon… Readiness is all ! Se tenir prêt, voilà tout.

## Prix et récompenses
Le Raoul collectif a remporté le Prix Odéon/Télérama du Public ainsi que le Prix du Jury au Festival Impatience à l'Odéon-Théâtre de l'Europe (Paris) en mai 2012 . Il a également reçu le Prix de la Meilleure Découverte aux Prix de la Critique en Belgique  en septembre 2012.